# アンヘリク・セリーゼ
アンヘリク・セリーゼ（ アンジェリーク・-、Angelique Seriese 1968年7月12日-) は、オランダのツェーヴェンベルゲン出身の柔道選手。現役時代は72kg超級の選手。

## 人物
1987年の世界選手権で3位となった。翌年の1988年ソウルオリンピックでは公開競技ながら、決勝で世界選手権を3連覇している中国の高鳳蓮を判定で破って優勝を果たした。その後、1993年の世界選手権無差別では、決勝でポーランドのベアタ・マクシモフに敗れて２位に終わった。1995年の世界選手権では中国の張穎を破って優勝を果たした。1996年のヨーロッパ選手権ではドイツのヨハンナ・ハーグンを破って優勝するが、国内のライバルである無差別世界チャンピオンのモニク・ファンデリーを押しのけて出場した1996年アトランタオリンピックでは、初戦でハーグンの前に敗れてメダルを獲得できずに終わった。ヨーロッパ選手権では72kg超級と無差別で計8回優勝しており、女子では2012年現在も最多記録となっている。

## 主な戦績
(階級表記のない大会は全て72kg超級での成績)
- 1987年 - ヨーロッパ選手権　2位
- 1987年 - 世界選手権　3位
- 1988年 - ヨーロッパ選手権　優勝
- 1988年 - ソウルオリンピック　優勝
- 1989年 - フランス国際　優勝
- 1989年 - ヨーロッパ選手権　72kg超級　優勝　無差別　優勝
- 1990年 - ヨーロッパ選手権　3位
- 1991年 - ヨーロッパ選手権　3位
- 1991年 - 世界選手権　無差別　5位
- 1992年 - フランス国際　3位
- 1992年 - ヨーロッパ選手権　無差別　優勝
- 1993年 - フランス国際　3位
- 1993年 - ヨーロッパ選手権　無差別　優勝
- 1993年 - 世界選手権　無差別　2位
- 1994年 - フランス国際　優勝
- 1994年 - ドイツ国際　優勝
- 1994年 - ヨーロッパ選手権　優勝
- 1994年 - 福岡国際　72kg超級　3位　無差別　優勝
- 1995年 - フランス国際　2位
- 1995年 - ドイツ国際　優勝
- 1995年 - ヨーロッパ選手権　無差別　優勝
- 1995年 - 世界選手権　優勝
- 1996年 - ヨーロッパ選手権　優勝